# Andy Murray (Eishockeytrainer)
Andy Murray (* 3. März 1951 in Gladstone, Manitoba) ist ein kanadischer Eishockeytrainer.

## Werdegang
Als Eishockeyspieler war Andy Murray nur Amateur. Seine Trainerkarriere begann er 1976 als Cheftrainer der Brandon Travellers aus der Manitoba Junior Hockey League. 
Schweiz und Deutschland
Von 1981 bis 1984 stand er beim EHC Kloten aus der Nationalliga A hinter der Bande und im Anschluss in derselben Position jeweils zwei Saisons beim Zürcher SC und dem EV Zug. 1988 folgte eine Tätigkeit als Assistenztrainer bei den Philadelphia Flyers aus der National Hockey League. Nach zwei Jahren bei den Flyers wechselte er, ebenfalls als Assistenztrainer, zu den Minnesota North Stars, mit denen er 1991 das Stanley-Cup-Finale erreichte, dort aber gegen die Pittsburgh Penguins unterlag.
1992 übernahm Murray als Cheftrainer den HC Lugano, wurde aber im Dezember 1992 entlassen. Ab Januar 1993 war er für wenige Monate Cheftrainer der Eisbären Berlin. Bis 1995 arbeitete er danach zwei weitere Jahre als Co-Trainer in der NHL bei den Winnipeg Jets. In der Saison 1996/97 arbeitete er ein zweites Mal kurzzeitig für die Eisbären Berlin in der DEL. Noch während der Spielzeit nahm er ein Angebot des kanadischen Verbandes an und war bis 1998 Trainer der Nationalmannschaft. 1997 und 2003 wurde er mit dem Team Weltmeister und gewann 1997 mit dem Team den Spengler Cup in Davos.
Ein weiteres Engagement in Deutschland erhielt er in der Spielzeit 1998/99, als der Kanadier für die Kölner Haie als Manager arbeitete. 
NHL
Im Anschluss an seine Arbeit in Köln nahm er ein Angebot der Los Angeles Kings an und wurde erstmals Cheftrainer eines NHL-Teams. In den ersten drei Jahren in Kalifornien erreichte er zwar stets die Play-offs, scheiterte dort aber jeweils in den ersten beiden Runden. In den beiden Jahren danach erreichten die Kings die Endrunde nicht mehr. In der Spielzeit 2005/06 drohten die Kings erneut früh auszuscheiden, weshalb Murray kurz vor Ende der Pre-Season entlassen und von John Torchetti abgelöst wurde. Von Dezember 2006 an bis Anfang 2010 war Murray Cheftrainer der St. Louis Blues. 2009 wurde Murray als einer von drei Kandidaten für den Jack Adams Award als Cheftrainer des Jahres in der NHL nominiert.
Nationalmannschaft,  College-Mannschaften
Zudem betreute er die kanadische Nationalmannschaft bei der Weltmeisterschaft 2007 in Russland als Cheftrainer und führte sie zum Titelgewinn. Zu seinen Erfolgen zählen sechs gewonnene Spengler Cups und drei Goldmedaillen mit der kanadischen Auswahl.
Am 26. Juli 2011 wurde Murray als Cheftrainer der Eishockeymannschaft der Western Michigan University, die Western Michigan Broncos, vorgestellt und mit einem Kontrakt für fünf Jahre ausgestattet. Letztlich hatte Murray diese Position bis 2021 inne, ehe er seine Trainerkarriere beendete.

## Familie
Andy Murray ist der Onkel des ehemaligen NHL- und DEL-Spielers Marty Murray. Seine Söhne Brady Murray und Jordi Murray spielten unter anderem in der National League A. Seine Tochter Sarah Murray war bei den Olympischen Winterspielen 2018 Trainerin der vereinigten koreanischen Frauen-Eishockey-Mannschaft; zuvor war sie ab 2014 Trainerin der südkoreanischen Nationalmannschaft.